# Dascyllus
Dascyllus is  een geslacht vissen uit de familie Pomacentridae. Zij  worden ook wel als juffertjesvissen aangeduid. Dascyllus kent meerdere soorten. Jonge individuen zoals het fluwelen juffertje (dascyllus trimaculatus) zwemmen soms, net als de anemoonvissen, anemonen binnen. Zij gaan hiermee echter geen nauwe verbintenis aan, zoals de anemoonvissen. Op volwassen leeftijd doen zij dit niet meer. Zij hebben door hun kleurpatronen een goede camouflagetechniek.  

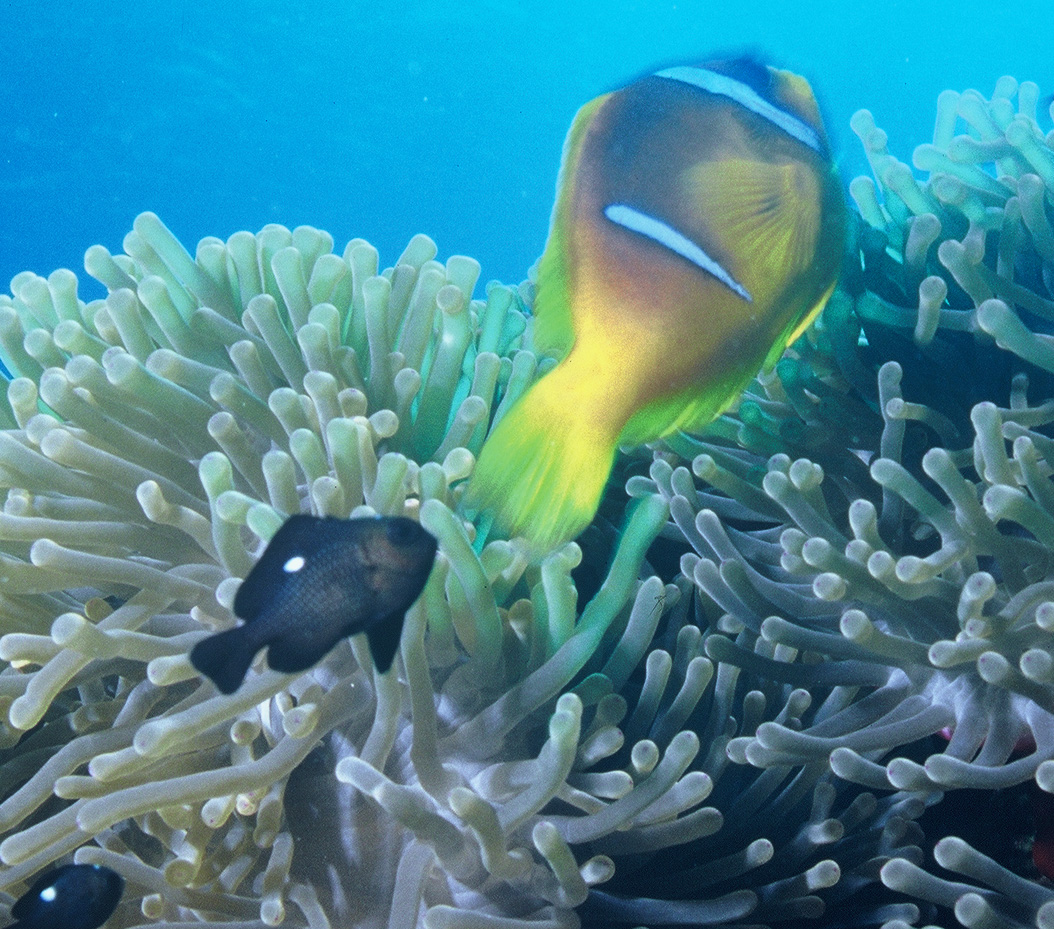
Dascyllus trimaculatus (linksonder) en Anemoonvis (Amphiprion bicinctus (boven))

## Soorten
- Dascyllus abudafur (Forsskål, 1775)
- Dascyllus albisella (Gill, 1862)
- Dascyllus aruanus (Linnaeus, 1758) – Markiezinnetje
- Dascyllus auripinnis (Randall en Randall, 2001)
- Dascyllus carneus (Fischer, 1885)
- Dascyllus flavicaudus (Randall en Allen, 1977)
- Dascyllus marginatus (Rüppell, 1829) – Rodezeejuffertje
- Dascyllus melanurus (Bleeker, 1854)
- Dascyllus reticulatus (Richardson, 1846)
- Dascyllus strasburgi (Klausewitz, 1960)
- Dascyllus trimaculatus (Rüppell, 1829) – Fluwelen juffertje